# 阿氏翼龍屬
阿氏翼龍屬又名阿拉姆波紀納龍，是屬於神龍翼龍科的巨型翼龍，生存於白堊紀馬斯垂克階的約旦與美國。由於兩地發現的化石都是非常零碎的骨骼，因此很難準確估量其體型，像是翼展長度從7公尺至13公尺都有學者提出，不過一般認為最大估計體型可能等於或大於風神翼龍和哈特茲哥翼龍，使阿氏翼龍可能成為最大型的翼龍之一。
1943年的約旦發現了一個阿氏翼龍的骨頭，長達61公分（2呎），並在50年代送到巴黎，並由當時法國自然史博物館的古生物學家Camille Arambourg檢驗。該骨頭被認為是翼部骨頭，但隨後遺失了。在1995年，古生物學家大衛·馬提爾（David Martill）與Dino Frey在一個約旦的貯藏庫中重新發現它們。就在不久之前，對於骨頭所處石膏的研究顯示該骨頭其實是一個頸椎，長度為75公分。頸部的總長度被估計為2公尺（6呎8吋）。
Arambourg最初將牠們取名為Titanopteryx，但這名稱有一種昆蟲在使用，所以牠們被Nessov等人在1987年重新命名為阿氏翼龍，以原命名者Camille Arambourg為名，種名則取自鄰近發現地的約旦大城安曼的古稱「Philadelphia」。

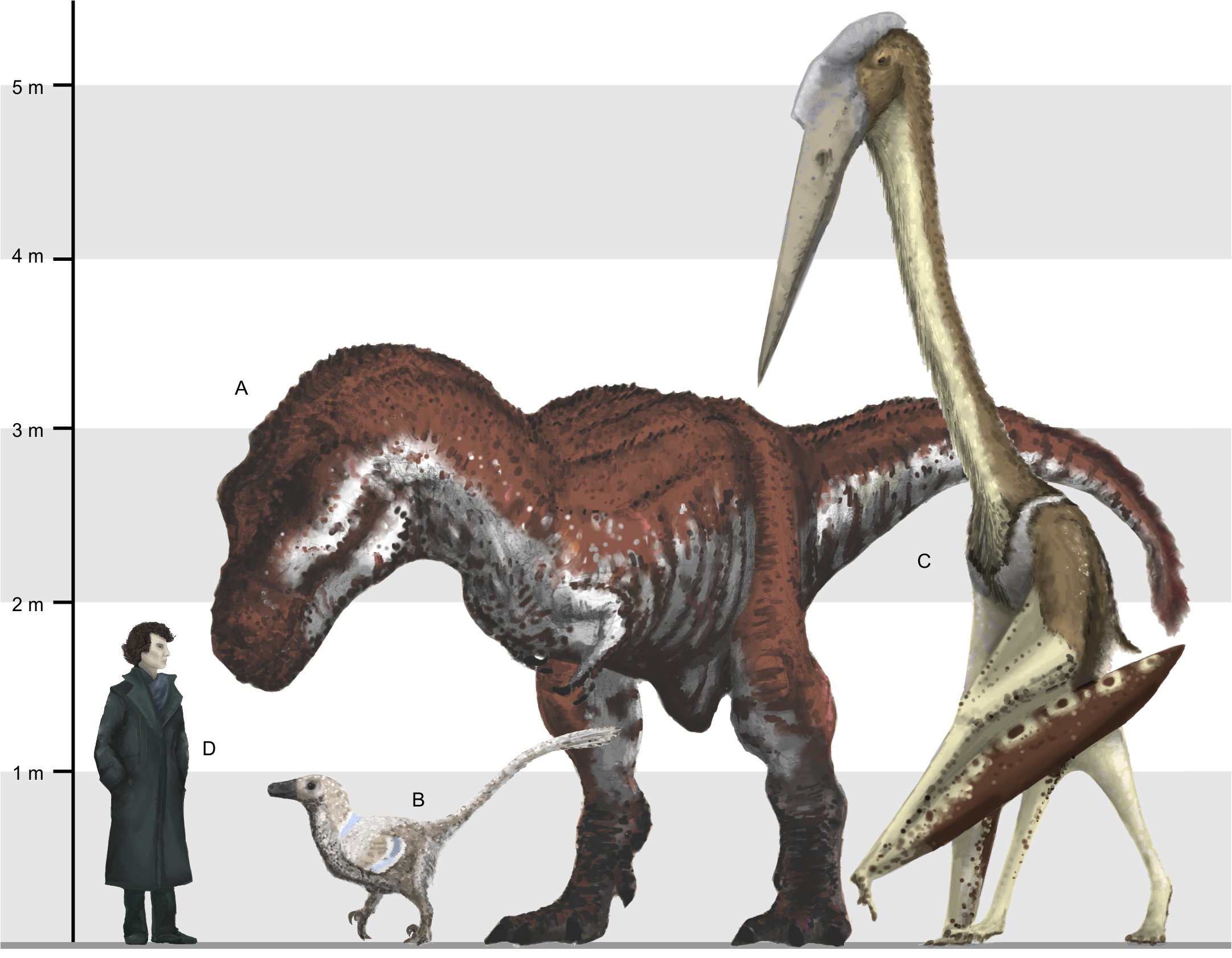
巴拉烏爾龍、暴龍和阿氏翼龍與人類的體型比較圖